# Tineke Van Heule (bier)
Tineke Van Heule was een Belgisch bier van hoge gisting.
Het bier werd gebrouwen in Brouwerij Gulden Spoor te Gullegem in samenwerking met “Dranken Pauwels” te Kortrijk, ter gelegenheid van de Tinekesfeesten in Heule.
Het is een blond bier met een alcoholpercentage van 8%.